# Le avventure di Augie March
Le avventure di Augie March (The Adventures of Augie March) è un romanzo scritto da Saul Bellow pubblicato nel 1953, vincitore del National Book Award.

## Trama
È il racconto della crescita di Augie March, dall'infanzia a una maturità abbastanza stabile sebbene incerta. Augie ha due fratelli, Simon e George (con problemi mentali) e non hanno padre. Crescono con la madre che sta perdendo la vista e un'inquilina in affitto, che si fa chiamare "nonna" e che tenta di imporre la propria educazione con modi tirannici, nei sobborghi di Chicago. Augie cambia sempre lavoro, donne, case, educazione e stili di vita, a volte scegliendo e a volte affidandosi alla sola fortuna. Viene adottato da una coppia benestante che lo vizia, ma poi anche sopravvive rubando libri e facendosi coinvolgere dagli amici nelle situazioni più disperate. A un certo punto fugge in Messico, con una donna di nome Thea, che si è messa in testa di catturare lucertole e serpenti con l'aiuto di un'aquila. Per il resto passa da un lavoro all'altro, da tuttofare per Einhorn, un uomo corrotto e difficile, a educatore di cani, da minatore a sindacalista, fino a unirsi alla marina e partire su una nave mercantile durante la guerra. Con le donne fa lo stesso: ora si fidanza con la ricca cugina della moglie del fratello, poi costretto a lasciarla per il proprio comportamento giudicato ingiustamente scandaloso, ora si mette senza trasporto con Sophie, la cameriera greca di un albergo, ora si fa coinvolgere da Thea, benché ne ami piuttosto la sorella. In Messico, dove gioca a carte, ha un incidente con un cavallo. Ma si separa anche da Thea, quando accetta di dare un passaggio a un'altra donna, Stella, che vuole fuggire in un'altra città per non vedere più il proprio ragazzo tormentato. Dopo la rottura con Thea, Augie torna a Chicago e prende a vedersi nuovamente con Sophie, fino alla partenza per nave alla volta di New York. Qui incontra di nuovo Stella e i due si sposano. Benché sia culturalmente molto curioso e legga molto, Augie vorrebbe studiare ma non si iscrive a nessuna università. Durante la guerra fa naufragio con la nave e nella scialuppa di salvataggio si ritrova in compagnia di un uomo che alla fine si rivela un pazzo. Quindi torna con Stella e i due partono per la Francia, dove lei vorrebbe fare l'attrice e lui si fa ancora coinvolgere da strani affari e tipi loschi.

## Edizioni italiane
- Saul Bellow, Le avventure di Augie March, traduzione di Vincenzo Mantovani, Torino, Einaudi (collana "Supercoralli", 1962,  p. 624.
- Saul Bellow, Le avventure di Augie March, traduzione di Vincenzo Mantovani, Milano, Mondadori (collana "Il bosco" n. 183), 1967,  p. 539.
- Saul Bellow, Le avventure di Augie March, traduzione di Vincenzo Mantovani, Torino, Einaudi (collana "Gli struzzi" n. 109), 1976,  p. 624.
- Saul Bellow, Le avventure di Augie March, traduzione di Vincenzo Mantovani, Milano, Mondadori (collana "Oscar narrativa" n. 1737), 2000,  p. 766, ISBN 88-04-48253-2.
- Saul Bellow, Le avventure di Augie March, in Romanzi, vol. I, trad. di Vincenzo Mantovani, a cura di Guido Fink, Milano, Mondadori (collana "I Meridiani"), 2007, ISBN 978-88-04-56242-9.
- Saul Bellow, Le avventure di Augie March, traduzione di Vincenzo Mantovani, Milano, Mondadori (collana "Oscar classici moderni" n. 218), 2007,  p. 626, ISBN 978-88-04-56709-7.